# Ärsenik
Cet article possède un paronyme, voir Arsenic.
Ärsenik est un groupe de rap français, membre du collectif Secteur Ä (d'où le « Ä ») et originaire du quartier de la Cerisaie à Villiers-le-Bel, dans le Val-d'Oise. Formé en 1992, Ärsenik se compose actuellement de deux frères d'origine brazza-congolaise, Lino (Gaëlino M'Bani) et Calbo (Calboni M'Bani).
En 1998, le groupe publie son premier album studio, Quelques gouttes suffisent..., qui atteint les classements musicaux français. Contenant les classiques Boxe avec les mots, Sexe, Pouvoir & Biftons et Affaires de famille, l'album est certifié double disque d'or en 1999 et, par l'intermédiaire de sa pochette, popularise la marque Lacoste dans la culture urbaine.
En 2002 — quatre ans après la publication de Quelques gouttes suffisent... —, le duo publie son deuxième album studio intitulé Quelque chose a survécu.... 

## Biographie

### Formation
Le groupe se forme en 1992 à Villiers-Le-Bel, dans le Val-d'Oise. Initialement nommé « Art Sonic », mais créant trop de confusion de la part de certaines personnes, qui le nomment «Arsenic », les frères préféreront donner raison à l'erreur et s'appelleront désormais « Ärsenik ». Le groupe commence avec trois membres, Calbo, Lino et Réty Bon Ap' alias Le Cuisto. Ärsenik fait sa première apparition sur la compilation L'Art d'utiliser son savoir, publiée en 1995, avec le titre Ball-Trap. Par la suite, Kenzy, manager du Secteur Ä, les fait entrer dans le collectif. En 1996, ils apparaissent sur la compilation Hostile Hip Hop avec le titre L'enfer remonte à la surface, et en 1997 sur la compil L432 avec Rimes et châtiments, année durant laquelle ils rencontreront Djimi Finger, qui réalisera quinze des seize titres de leur premier album studio, Quelques gouttes suffisent... (1998).
L'incarcération de Réty Bon Ap' bouleverse les projets du groupe. C'est leur cousin, Tony Truand, qui les rejoint alors. Il fera partie du groupe jusqu'en 1997, quand lors d'un retour au pays (le Congo), il est bloqué sur place pendant trois ans pour un problème de papiers. On le retrouve d'ailleurs sur le tout premier titre du groupe Bisso Na Bisso (C.O.N.G.O.), disponible en édition limitée sur Racines..., le premier album du collectif publié en 1999. À son retour en France, une brouille entre les frères et leur cousin met un terme définitif à leur collaboration, une fin entérinée sur la chanson P.O.I.S.O.N. de leur deuxième album Quelque chose a survécu... (dans le refrain : « Cherche pas le troisième Ärsenik c'est Calbo et L.I.N.O. »).

### Premiers albums
Le groupe publie, le 5 juin 1998, son premier album, Quelques gouttes suffisent.... Sur cet album, traitant notamment de la pauvreté, des banlieues, du racisme, de la mort ou encore du besoin d’argent, le style des deux rappeurs peut se résumer au titre Boxe avec les mots, sur lequel ils demandent « Qui prétend faire du rap sans prendre position  ? », rappelant ainsi « qu’ils s’inscrivent d’abord dans la tradition d’un genre sensé et réfléchi ». L'album atteint la huitième place des classements français et est certifié double disque d'or en juin 2001. À ce propos, Lino confie : « Ce rap c’était quelque chose que l’on produisait depuis longtemps dans les MJC. D’un seul coup, on est payé pour faire ça. C’était génial et ce n’était pas plus compliqué que par le passé ». À cette période, le groupe popularise la marque de vêtements Lacoste dans la culture urbaine à travers les diverses pubs, affiches et autres médias promotionnels. Ärsenik est célèbre pour l’utilisation de l'onomatopée « tch tch », devenue la signature des deux frères.
Le deuxième album du groupe, Quelque chose a survécu..., est publié en 2002 sur le label Virgin. L'album, considéré par RFI Musique comme « certainement l'un des albums les plus aboutis du moment », atteint la huitième place des classements français et la 27e place des classements belges (WA).

### Si quelques doutes subsistent
Un nouvel album est annoncé pour 2005, mais les deux frères préfèrent reporter le projet et se concentrer sur leurs albums solos. Lino sort alors son premier album solo, Paradis Assassiné en 2005, dont le titre est d'ailleurs repris d'une chanson solo de leur deuxième album. En 2007, le groupe publie un album compilation intitulé S'il en reste quelque chose..., sur lequel sont regroupés les meilleurs morceaux des deux frères. En 2011, Calbo annonce son premier album solo, sous le nom 6e chaudron qui sera changé en Regarde Le Monde. Le projet ne verra pas le jour, malgré quelques extraits sortis entre 2011 et 2013. À partir de 2013, le groupe, à nouveau très actif, est de retour sur scène et enchaîne les dates de concerts en France et à l'international. Lino publie, de son côté, son deuxième album solo, Requiem, le 12 janvier 2015. L'album se classe directement à la 1re place du top des ventes digitales et à la 2de place du top des ventes fusionnées. 5 extraits clippés de cet album sont dévoilés : 12e Lettre, VLB, Wolfgang, Suicide Commercial et Fautes de Français.

## Engagement politique
Lors de la campagne du candidat Europe Écologie Les Verts Yannick Jadot à l'élection présidentielle française de 2022, le groupe lui apporte son soutien en se produisant pour un concert d'ouverture de meeting.

## Discographie

### Albums studio du groupe
- 1998 : Quelques gouttes suffisent...
- 2002 : Quelque chose a survécu...

### Compilation  du groupe
- 2007 : S'il en reste quelque chose

### Albums en collaborations
- 1998 : Le Secteur Ä (Live) (avec Secteur Ä)
- 1999 : Racines... (avec Bisso Na Bisso)
- 1999 : Le 15 mai 1999 (album live, avec Bisso Na Bisso)
- 2000 : Secteur Ä All Stars (avec Secteur Ä)
- 2005 : ND (avec Noyau Dur)
- 2009 : Africa (avec Bisso Na Bisso)
- 2018 : Best of Secteur Ä (avec Secteur Ä)

### Discographies individuelles

#### Lino
- 2005 : Paradis Assassiné
- 2012 : Radio Bitume (mixtape non officielle)
- 2015 : Requiem

#### Calbo
- 2022 : Quelques gouttes de plus (EP)

## Apparitions
- 1995 : Balltrap sur la compilation L'art d'utiliser son savoir
- 1996 : L'enfer remonte à la surface sur la compilation Hostile Hip Hop
- 1996 : Stomy Bugsy feat. Ärsenik, Passi, La Rumeur, La Clinique et Hamed Daye - J'avance pour ma familia (sur l'album Le calibre qu'il te faut)
- 1996 : Mystik, Ärsenik & 2Bal - (remix de Dans Ma Rue)
- 1997 : Doc Gyneco feat. Ärsenik - Arrête de mentir (sur le maxi Né ici)
- 1997 : Neg' Marrons feat. Ärsenik, Hamed Daye et Doc Gyneco - Tel une bombe (sur l'album Rue case nègres)
- 1997 : Rimes et châtiments sur la compilation L 432
- 1997 : 2 Bal feat. Ärsenik - Je veux en mettre
- 1997 : Ärsenik - boxe avec les mots (sur la compilation Opération coup de poing)
- 1997 : Assassin & Arsenik : Freestyle  PARISplurielle (1997)
- 1998 : IPM feat. Ärsenik - Mortel poison sur l'album d'IPM, La galerie des glaces
- 1998 : Stomy Bugsy feat. Ärsenik, Passi, Hamed Daye, La Clinique et La Rumeur - J'avance pour ma familia (sur l'album de Stomy Bugsy, Quelques balles de plus pour le calibre qu'il te faut)
- 1998 : Stomy Bugsy feat. Ärsenik, Passi, Hamed Daye, Oxmo Puccino, Hifi et Pit Baccardi - Un rep qui fait reup (sur l'album Quelques balles de plus pour le calibre qu'il te faut)
- 1998 : Stomy Bugsy feat. Ärsenik, Nèg'Marrons et Hamed Daye - Quand Bugsy et son gang dégomment (sur l'album de Stomy Bugsy Quelques balles de plus pour le calibre qu'il te faut)
- 1998 : Ärsenik feat. Tony Truand et Skalo - Gardiens de la pègre
- 1998 : Hamed Daye feat. Lino - Independance daye (sur la compilation Hostile Hip Hop 2)
- 1998 : Davina feat. Ärsenik - So good Remix (sur l'album de Davina)
- 1998 : Oxmo Puccino feat. Lino - La loi du point final (sur l'album d'Oxmo, Opéra Puccino)
- 1998 : Hamed Daye feat. Lino - Independance Daye (sur la compilation du secteur Ä Live à l'Olympia)
- 1998 : Ärsenik - Boxe avec les mots (sur la compilationdu secteur Ä Live à l'Olympia)
- 1998 : Ärsenik feat. Passi - Par où t'es rentré (sur la compilation du secteur Ä Live à l'Olympia)
- 1998 : Ärsenik feat. Doc Gynéco et Leeroy Kesiah - Affaires de famille (sur la compilationdu secteur Ä Live à l'Olympia)
- 1998 : Doc Gynéco feat. Ärsenik - Arrête de mentir (sur la compilation du secteur Ä Live à l'Olympia)
- 1998 : Ärsenik - Zing-zang (sur la compilation Une spéciale pour les halls)
- 1998 : Doc Gyneco feat. Ärsenik - Dans ma ruche (sur l'album de Gyneco, Liaisons dangereuses)
- 1998 : Doc Gyneco feat. Lino et Awax - L'oiseau se cache (sur l'album de Gyneco, Liaisons dangereuses)
- 1998 : Doc Gyneco feat. Lino, Pit Baccardi et Jacky Brown - Menuet (sur l'album de Gyneco, Liaisons dangereuses)
- 1998 : Calbo feat. Rockin' Squat - Dangereuse liaison (sur Liaisons dangereuses)
- 1998 : Fdy Phenomen feat. Lino - Tous du même zgeg
- 1998 : Hamed Daye feat. Ärsenik - Le jugement dernier
- 1998 : X-Clusives feat. Lino - Oh ! DJ Remix
- 1998 : Donya feat. Ärsenik - Eternel combat (sur l'album de Donya, 100 regrets)
- 1999 : Big Red feat. Ärsenik - Sur la parole (sur l'album de Big Red, Big Rédemption)
- 1999 : Ärsenik feat. Stomy Bugsy et Jane Fostin - On ira tous au paradis (sur la BO du film Trafic d'influence)
- 1999 : Ärsenik feat. Akhenaton et Pit Baccardi - L'art de la guerre (sur la compilationPremière classe vol. 1)
- 1999 : Lino feat. Le Rat Luciano et Don Choa - Atmosphère suspecte (sur la compilation Première classe vol. 1)
- 1999 : Pit Baccardi feat. Ärsenik - Comme à l'ancienne (sur l'album éponyme de Pit Baccardi)
- 1999 : Ärsenik feat. Oxmo Puccino - Ghetto Superstar
- 1999 : La Brigade feat. Ärsenik - Apocalypse demain (sur l'album de La Brigade, Le testament)
- 1999 : Les 10 feat. Lino - Tu crois qu'on sait rien foutre
- 1999 : Ärsenik feat. Joëlle Ursull - A chacun son vécu (sur la compilation Djamatik Connections)
- 1999 : Calbo feat. S.N. - Dur d'être un homme (sur la compilation Indigo version RnB)
- 1999 : Lino feat. Leah - L'avenutura Lino (sur la compilation Indigo version RnB)
- 1999 : Lunatic feat. Ärsenik - Sang d'encre (sur la compilation, Sang d'encre)
- 2000 : Calbo feat. K.ommando Toxic - Rrrap 2000 (sur la compilation Hostile 2000 vol. 1)
- 2000 : Ärsenik - Leur programme (sur le street CD d'MC Janik, Combines)
- 2000 : Ärsenik feat. Doc Gyneco - Affaires de famille sur la compile Rap Millenium
- 2000 : Ärsenik feat. Def Bond - Tous veulent le succès sur la compile Sad Hill Impact
- 2000 : Calbo feat. Guerriers Psychopathes - 2 dans le mil sur la compile Hostile 2000 vol. 2
- 2000 : Rety Bon'Ap feat. Lino - Trip à la mode de chez nous sur la compile Hostile 2000 vol. 2
- 2000 : Ärsenik feat. RZA - Shaolin / 6e chaudron sur la compile Le flow 2
- 2000 : Mystik feat.  Lino, Sinistre, Ritmo et Bab - Spé6men rares sur l'album de Mystik, Le chant de l'exilé
- 2000 : Lino - Symphonie en sous-sol sur la compile 24 heures de nos vies
- 2000 : TNT feat. Lino - On est plein dans ce cas sur la compile Les militants
- 2000 : Ärsenik feat. Stomy Bugsy - On ira tous au paradis sur la compile Secteur Ä All Stars
- 2000 : Noyau dur - Le public respecte sur la compile Secteur Ä all stars
- 2000 : Monsieur R feat. Mystik, G'Kill et Lino - Qu'est-ce qu'elle a ma gueule sur l'album de Monsieur R, Anticonstitutionnellement
- 2000 : Lino feat. Fonky Family - Atmosphère suspecte sur la compile Une spéciale pour les halls
- 2000 : Ärsenik feat. Mc Janik et Pit Baccardi - Leur programme sur la compile Une spéciale pour les halls
- 2001 : Ärsenik - Mauvais sang sur la compile Sur un air positif
- 2001 : Ärsenik feat. Ghetto Superstar - Ghetto Superstar sur la compile Sachons dire NON vol. 2
- 2001 : Wallen feat. Ärsenik - Rester moi-même sur l'album de Wallen, A force de vivre
- 2001 : Lino feat. Rohff - L'œil du tigre sur la compile Première classe vol. 2
- 2001 : Calbo feat. Sat - Étroite surveillance sur la compile Première classe vol. 2
- 2001 : Lino feat. Sinik et Fdy Phenomen - J'emmerde les modes sur la compile Mission suicide
- 2001 : Akhenaton feat. Lino, Rohff et Pit Baccardi - Akh version H sur le maxi d'Akh, Akh version H
- 2001 : F.B.I. feat. Lino - Constate les dégâts
- 2001 : Akhenaton feat. Lino - Teknishun sur l'album d'Akh, Sol invictus
- 2001 : Ol' Kainry feat. Lino - Pulsions meurtrières sur l'album d'Ol' Kainry, Au-delà des apparences
- 2001 : Ol' Kainry feat. Lino, Busta Flex, Le Rat Luciano et Passi - Qui veut Remix sur l'album d'Ol' Kainry, Au-delà des apparences
- 2001 : Lino feat. Le Rat Luciano et Don Choa - Atmosphère suspecte Remix sur la compile 15 balles perdues
- 2001 : Ärsenik - Une spéciale pour les halls sur la compile 15 balles perdues
- 2002 : 3 degrés Est feat. Lino Enhancer, Watcha, Mass Hysteria, L'esprit du clan et Pleymo - La lutte est en marche Radio Edit Rock sur la compile Sachons dire NON vol. 3
- 2002 : Monsieur R feat. Lino, Tandem, Sniper, Scred Connexion, Ol' Kainry, Kamnouze, Youssoupha etc. - La lutte est en marche sur la compile Sachons dire NON vol. 3
- 2002 : Passi feat. Lino - Respecte ma rime sur la compile Dis l'heure 2 rimes
- 2002 : Fdy Phenomen feat. Lino - Je gagne tant que je respire
- 2002 : Oxmo Puccino feat. Lino et Mc Janik - Avoir des potes Remix
- 2002 : Vibe feat. Pit Baccardi, Lino et Ol'Kainry - Boxxon Remix
- 2002 : Ascension et Anekdott feat. Lino et Chris'n'co - Le chant des lames
- 2002 : Fdy Phenomen feat. Lino et Djama Keita - J'gagne tant que j'respire sur le Street CD de Fdy, Ca d'vait arriver
- 2003 : Lino - Punchline sur la compile Fat taf
- 2003 : Lino feat. Tandem et Pit Baccardi - Les bal des meurtriers sur la compile Hematom concept
- 2003 : Neg'Marrons feat. Ärsenik et Pit Baccardi - Dead sur l'album de Neg'Marrons, Héritage
- 2003 : Ärsenik feat. Lara - Gotta drive sur la BO du film Taxi 3
- 2003 : Ärsenik feat. Les Spécialistes - Au nom de la foi sur la compile Néochrome
- 2003 : Bisso Na Bisso - Le buzz
- 2003 : Rocca feat. Lino - Jour de paie sur l'album de Rocca, Amour suprême
- 2003 : Singuila feat. Lino et Kazkami - Moi et mes gars
- 2003 : Starflam feat. Ärsenik - Dans la spirale
- 2003 : Lino feat. Jacky Brown - Secoue ton boule
- 2003 : F.B.I. feat. Lino - Constate les dégâts sur l'album éponyme du F.B.I.
- 2003 : Calbo feat. Jo Popo - Dingue sur la compile Dont sleep 2
- 2003 : Ärsenik feat. Tekila - Balltrap 2
- 2004 : G'Kill feat. Ärsenik - Je veux en mettre sur le Street CD de G'Kill, Naufrage du temps
- 2004 : Ärsenik - Balltrap 2 sur la compile Une spéciale pour les halls vol. 2
- 2004 : Ärsenik feat. Neg'Marrons et Pit Baccardi - Enragés
- 2004 : Lino feat. Xzibit - Chaud bouillant
- 2004 : Lino - Délinquante musique sur la BO du film Banlieue 13
- 2004 : Pit Baccardi feat. Ärsenik et K.Ommando Toxic - Le rugissement du tigre
- 2004 : Kery James feat. Big Brother Hakim, Lino, A.P., Kamnouze, Blacko, Disiz La Peste, Manu Key, Passi, Habibah, Eloquence, Pit Baccardi, Jacky, Busta Flex, Le Rat Luciano, Teddy Corona, Diam's, Leeroy, Ol'Kainry, Matt et Kool Shen - Relève la tête sur la compile Savoir & vivre ensemble
- 2004 : Lino - Bon baiser
- 2004 : Abysse feat. Lino - La nuit
- 2004 : Layone feat. Lino, Kamnouze, Diam's et K'Fear - Un monde meilleur sur le Street CD de Layone, Un monde meilleur
- 2004 : Zoxea feat. Sinik, Nysay, Dany Dan, Lino et Jacky - King de Boulogne Remix
- 2004 : Lino feat. Jamadom - Tops des tops
- 2004 : Wallen feat. Lino - Qu'est ce que je suis supposée faire ? sur l'album de Wallen, Avoir la vie devant soi
- 2004 : Armaguedon feat. Pit Baccardi, Lino, Le Rat Luciano et Ol'Kainry - Armaguedon arrive
- 2004 : Calbo feat. Dontcha - Street lourd sur la compile Street lourd hall stars
- 2004 : Lino feat. Rim'K - Haute criminologie sur la compile Street lourd hall stars
- 2004 : Lino - Plus le temps de reculer sur la mixtape Têtes brulées vol. 1
- 2004 : K.ommando Toxic feat. Ghetto Superstar - J't'emmerde Remix sur la mixtape du K.ommando Toxic, Microphone massacre
- 2004 : K.ommando Toxik feat. Lino - Le rap est dead sur la mixtape du K.ommando Toxic, Microphone massacre
- 2004 : K.ommando Toxic feat. Lino - Punchline sur la mixtape du K.ommando Toxic, Microphone massacre
- 2004 : K.ommando Toxic feat. Ghetto Superstar - Phone game sur la mixtape du K.ommando Toxic, Microphone massacre
- 2005 : Alibi Montana feat. Calbo - Ceux qu'on aime sur l'album d'Alibi, Numéro d'écrou
- 2005 : Ärsenik feat. PMD - B Boy stands sur la mixtape The basement
- 2005 : Tandem feat. Lino, Diam's, Tunisiano, Faf La Rage, Kery James et Kazkami - Le jugement sur l'album de Tandem, C'est toujours pour ceux qui savent
- 2005 : Jacky Brown feat. Lino - Pour les bad boys sur la mixape de Jacky, Jacky Brown & the family vol. 1
- 2005 : Lino - Au-dessus des lois sur la compile Illicite projet
- 2005 : Noyau dur - Besoin d'ennemis sur la compile Illicite projet
- 2005 : Mystik feat. Lino, Le Rat Luciano, Monsieur R et Sinistre - La radio du peuple sur le Street CD de Mystik, Gonflé à bloc
- 2005 : Medine feat. Lino - Poussière de guerre sur l'album de Medine, Jihad, le plus grand combat est contre soi-même
- 2005 : Monsieur R feat. Lino - Pouvoir Remix sur l'album de Monsieur R, Politikment incorrekt
- 2005 : Lino - La révolte sur la compile Patrimoine du ghetto
- 2005 : Lino feat. Matinda - Rechargé à block sur la compile Rap performance
- 2005 : Lino feat. Dontcha - Danger sur la compile Funky Maestro all stars
- 2005 : Dany Boss feat. Lino - Le train de ma peine sur l'album de IV My People, IV My People mission
- 2005 : La Brigade feat. Lino, Pit Baccardi et Ol' Kainry - Qui peut... sur la mixtape Rapocalypse vol. 1
- 2006 : Kazkami feat. Lino - North star sur le Street CD de Kazkami, Tempête providentielle
- 2006 : Ghetto Super Star - Qu'ils viennent sur le Street CD de Kazkami, Tempête providentielle
- 2006 : Ghetto Super Star - Ghetto Superstar sur le Street CD de Kazkami, Tempête providentielle
- 2006 : Kazkami feat. Lino et Swan - Kaz Lino Swan sur le Street CD de Kazkami, Tempête providentielle
- 2006 :  Lunatic feat. Ärsenik - Fusion sur le Black Album de Lunatic
- 2006 :  Samat feat. Lino et Larsen - Bienvenue dans ma Rue sur l'album de Samat, Juste milieu
- 2006 : Singuila feat. Lino - Ghetto compositeur sur l'album de Singuila, Ghetto compositeur
- 2006 : Alpha 5.20 feat. Lino et Iron Sy - Mon crack sur l'album d'Alpha, Vivre & mourir à Dakar
- 2006 : Lino et Mac Kregor - Emeutiers sur la compile Insurrection
- 2006 : Noyau dur - Secteur Ä sur la compile Independenza labels
- 2006 : Larsen feat. Lino et Samat - Bienvenue sur le Street CD de Larsen, Dark album:  en parallèle
- 2007 : Lino - Mille et une vies sur la compile Écoute la rue Marianne
- 2007 : K.ommando Toxic feat. Lino - Argent dormant 2 sur le Street CD du K.ommando Toxic, Cocktail explosif
- 2007 : K.ommando Toxic feat. Ärsenik - J't'mmerde sur le Street CD du K.ommando Toxic, Cocktail explosif
- 2007 : Ärsenik - Soumission sur la BO du film Scorpion
- 2007 : Pit Baccardi feat. Lino, Hamed Daye, Stomy Bugzy, Dosseh et Hamed Daye - Come back Remix sur le collector de Pit, Collector 1997-2007
- 2007 : Kalash L'afro feat. Lino et Mystik - La Rage Vs la machine sur l'album de Kalash, Cracheur de flammes
- 2007 : Stomy Bugzy feat. Lino, Alpha 5.20, Mystik et Tekila - Sois hardcore Remix sur l'album de Stomy Bugzy, Rimes passionnelles
- 2007 : Lino feat. J-Mi Sissoko - Enfants du ghetto sur la compile Spéciale dédicace au rap français
- 2007 : Lino feat. K.ommando Toxic - Arrête avant d'avoir commencé sur la compile Rimes & bâtiments
- 2008 : Kayliah feat. Lino, Alibi Montana, D.O.C., Intouchable et Jacky - L'hymne du ghetto sur l'album de Kayliah, Caractère
- 2008 : Lino - Ma France sur la compile Fat taf 2
- 2008 : Lino - Chargeur vide sur la compile One beat
- 2008 : K.ommando Toxic feat. Ärsenik - On est
- 2008 : Lino feat. Escobar Macson - Ce que j'ai gagné en chiffres sur la compile Self défense
- 2008 : Lino feat. K-I-2F - Les épreuves nous endurcissent sur la compile Code Urb1
- 2008 : Dieudonné feat. Lino, Booba, Stomy Bugzy, Hamed Daye etc. - Code noir
- 2008 : Maréchal feat. Lino - Lardus sur l'album de Maréchal, Barbare
- 2008 : Maréchal feat. Calbo - Lettre aux présidents sur l'album de Maréchal, Barbare
- 2008 : Journal' East feat. Lino - Entre ciel et terre sur le prochain album de Journal' East
- 2008 : Ärsenik - Guerre sur la compile La Fnac en mode Rap français
- 2008 : Neg' Marrons feat. Ärsenik & Pit Baccardi - Nouvelle époque sur l'album des Neg' Marrons, Les liens sacrés
- 2008 : Lino feat. Rim-K - L'instinct de mort sur la BO du film Mesrine
- 2008 : Ghetto Superstar - Pour nos blocs sur la compile Département 95
- 2008 : Seth Gueko feat. Lino, Salif, Despo'Rutti et Médine - Le fils de Jack Mess Remix sur la mixtape de Seth Gueko, Le fils de Jack Mess
- 2009 : Bastos feat. Lino - Condamné à briller
- 2009 : Dry feat. Lino & Rim-K - Le son du ter-ter Remix sur l'album de Dry, Les derniers seront les premiers
- 2009 : K.Ommando Toxik Feat Ärsenik & Kazkami - S'arracher de l'étau sur l'album éponyme K.Ommando Toxik
- 2009 : K.Ommando Toxik Feat Lino - Agents dormants sur l'album éponyme K.Ommando Toxik
- 2009 : S.killa Feat Lino Parce que
- 2010 : La Fouine feat. Lino & J-Mi Sissoko - Voitures allemandes sur la mixtape Capitale du Crime vol. 2
- 2010 : Ärsenik feat. Youssoupha & Mam's Maniolo - Me compare pas sur la compile Street Lourd Hall Stars II
- 2010 : Ärsenik feat. Tekila, Ben-J, Humphrey, 2 Bal, Loo Grant etc. - Kongolais
- 2012 : Youssoupha Feat Shurik'n, REDK & Lino - Poids Plume (Remix) sur l'album de Youssoupha, Noir D****
- 2012 : Sadek feat. Lino - Aux frontières de la punchline sur la compile We made it vol. 1
- 2012 : Nakk Mendosa feat. Dixon, Mokless, Médine, Jeff le nerf, Youssoupha, REDK et Lino - "invincible" REMIX
- 2022 : 3e Œil feat. Sofiane, Lino, Naps, Timal - Hymne à la racaille 2.0

## Clips
- 1998 : Boxe avec les mots
- 1998 : Affaire de famille
- 2002 : J t'emmerde, réalisé par J.G Biggs
- 2002 : P.O.I.S.O.N., réalisé par J.G Biggs
- 2002 : Regarde le monde
- 2011 : Philosophie de Pare-Choc avec 2Bal